# Shuluq - Storie dal Medio Oriente
Shuluq - Storie dal Medio Oriente è un programma televisivo dedicato alla storia del mondo arabo e mediorientale in onda sul canale tematico Rai Storia.

## Il programma
Il programma, introdotto dalla storica Marcella Emiliani, presenta un ciclo di documentari dedicati del Medio Oriente tratti dalle Rai Teche e da produzioni internazionali.
Il nome della trasmissione deriva dal termine arabo shuluq che significa "vento del mezzogiorno", ossia lo scirocco.